# Roasso magazine
roasso magazine（ロアッソ・マガジン）は、JNN系列局のRKK熊本放送で、毎週金曜深夜に放送されている、ロアッソ熊本（Jリーグ所属）の応援番組である。2014年4月4日までは単独番組であったが、4月18日以降はガルキンに内包され、一コーナーとして存続している。

## 番組概要
2008年3月いっぱいで終了した「VIVA!!ROASSO」の後継番組で、ロアッソ熊本の近況や試合後のハイライトなどを放送している。
2010年3月26日放送までは23:59 - 24:09に放送されていたが、「NEWS23X」の放送開始に合わせ、2010年4月2日放送より24:15 - 24:25の放送となった。

## 出演者
- Masayan（ローカルタレント、ロアッソ熊本持株会理事）
- 加納麻衣（ローカルタレント、元RKKラジオミミーキャスター）

過去
- 青谷倫太郎（元RKKアナウンサー、現RKK報道部記者）
- 山田法子（元RKKアナウンサー）

## 放送時間
以下、JST。
- 2010年3月26日以前：金曜23:59 - 24:09
- 2010年4月2日 - 2014年4月4日：金曜24:15 - 24:25
- 2014年4月18日 - ：金曜24:15 - 24:45（ガルキン～タマガル金曜日～に内包）